# NGC 1381
NGC 1381 je galaksija u zviježđu Kemijska peć.

## Vanjske poveznice
- SEDS: NGC 1381